# Nome di dominio
Un nome di dominio, in informatica, è costituito da una serie di stringhe separate da punti, che identifica il dominio dell'autonomia amministrativa, dell'autorità o del controllo all'interno di internet. I nomi di dominio sono formati dalle regole e dalle procedure del Domain Name System (DNS). Qualsiasi nome registrato nel DNS (ad esempio it.wikipedia.org) è un nome di dominio. Essi vengono utilizzati in diversi contesti di rete e in ambito specifico per la denominazione o l'indirizzamento.
In generale, un nome di dominio rappresenta una risorsa Internet Protocol (IP), ad esempio un computer utilizzato per accedere a Internet (host), un server che ospita un sito web o il sito web stesso, oppure qualsiasi altro servizio comunicato tramite Internet. A differenza degli indirizzi IP, dove la parte più importante del numero è la prima partendo da sinistra, in un nome DNS la parte più importante è la prima partendo da destra: questa è detta dominio di primo livello (o TLD, Top Level Domain), per esempio".org" o".it".
Un dominio di secondo livello consiste in due parti, per esempio "wikipedia.org", e così via. Ogni ulteriore elemento specifica un'ulteriore suddivisione. Quando un dominio di secondo livello viene registrato all'assegnatario, questo è autorizzato a usare i nomi di dominio relativi ai successivi livelli come "it.wikipedia.org" (dominio di terzo livello) e altri come "some.other.stuff.wikipedia.org" (dominio di quinto livello) e così via.
Un nome di dominio completo (FQDN) è un nome di dominio completamente specificato con tutte le etichette nella gerarchia del DNS, senza parti omesse. Le etichette nel DNS sono insensibili alle maiuscole.

## Scopo

La gerarchia delle etichette in un nome di dominio completo

I nomi di dominio servono a identificare le risorse Internet, come computer, reti e servizi, con un'etichetta di testo più facile da memorizzare rispetto agli indirizzi numerici utilizzati nei protocolli Internet. Un nome di dominio può rappresentare intere raccolte di tali risorse o singole istanze. I singoli computer host Internet utilizzano nomi di dominio come identificatori host, chiamati anche nomi host. Il termine hostname viene utilizzato anche per le etichette foglia nel sistema dei nomi di dominio, di solito senza ulteriore spazio dei nomi di dominio subordinato. I nomi host vengono visualizzati come componenti negli URL (Uniform Resource Locator) per le risorse Internet come i siti Web (ad esempio, en.wikipedia.org).
I nomi di dominio vengono utilizzati anche come semplici etichette di identificazione per indicare la proprietà o il controllo di una risorsa. Tali esempi sono gli identificatori dell'area di autenticazione utilizzati nel protocollo SIP (Session Initiation Protocol), le chiavi di dominio utilizzate per verificare i domini DNS nei sistemi di posta elettronica e in molti altri URI (Uniform Resource Identifier).
Una funzione importante dei nomi di dominio è fornire nomi facilmente riconoscibili e memorizzabili alle risorse Internet con indirizzo numerico. Questa astrazione consente di spostare qualsiasi risorsa in una posizione fisica diversa nella topologia degli indirizzi della rete, a livello globale o locale in una intranet. Una tale mossa di solito richiede la modifica dell'indirizzo IP di una risorsa e la traduzione corrispondente di questo indirizzo IP da e verso il suo nome di dominio.
I nomi di dominio vengono utilizzati per stabilire un'identità univoca. Le organizzazioni possono scegliere un nome di dominio che corrisponda al loro nome, aiutando gli utenti di Internet a raggiungerle facilmente.
Un dominio generico è un nome che definisce una categoria generale, piuttosto che un'istanza specifica o personale, ad esempio, il nome di un settore, piuttosto che il nome di una società. Alcuni esempi di nomi generici sono books.com, music.com e travel.info. Le aziende hanno creato marchi basati su nomi generici e tali nomi di dominio generici possono essere preziosi.
I nomi di dominio sono spesso indicati semplicemente come domini e i registranti di nomi di dominio sono spesso indicati come proprietari di domini, sebbene la registrazione del nome di dominio presso un registrar non conferisca alcuna proprietà legale del nome di dominio, ma solo un diritto esclusivo di utilizzo per una particolare durata di tempo. L'uso di nomi di dominio in commercio può assoggettarli al diritto dei marchi.

## Storia
La pratica di utilizzare una semplice astrazione memorabile dell'indirizzo numerico di un host su una rete di computer risale all'era ARPANET, prima dell'avvento dell'odierna Internet commerciale. Nella prima rete, ogni computer sulla rete recuperava il file host (host.txt) da un computer presso SRI (poi SRI International), che mappava i nomi host dei computer a indirizzi numerici. La rapida crescita della rete ha reso impossibile mantenere un registro dei nomi host organizzato centralmente e nel 1983 il Domain Name System, descritto nelle Request for Comments 882 e 883, è stato introdotto su ARPANET.

## Spazio dei nomi di dominio
Oggi, la Internet Corporation for Assigned Names and Numbers (ICANN) gestisce lo sviluppo e l'architettura di primo livello dello spazio dei nomi di dominio Internet. Autorizza i registrar di nomi di dominio, attraverso i quali i nomi a dominio possono essere registrati e riassegnati.

Il sistema gerarchico dei nomi di dominio, organizzato in zone, ciascuna servita da domain name servers.

Lo spazio dei nomi di dominio è costituito da un albero di nomi di dominio. Ogni nodo dell'albero contiene le informazioni associate al nome di dominio. L'albero si suddivide in zone che iniziano dalla zona radice DNS, rappresentata dall'etichetta vuota “.”.

### Sintassi del nome di dominio
Un nome di dominio è costituito da una o più parti, tecnicamente chiamate etichette, convenzionalmente concatenate e delimitate da punti, come esempio.com.
- L'etichetta più a destra trasmette il dominio di primo livello; ad esempio, il nome di dominio www.esempio.com appartiene al dominio di primo livello com.
- La gerarchia dei domini discende da destra a sinistra dell'etichetta nel nome; ogni etichetta a sinistra specifica una suddivisione o sottodominio del dominio a destra. Ad esempio: l'etichetta esempio specifica un nodo esempio.com come sottodominio del dominio com e www è un'etichetta per creare www.esempio.com, un sottodominio di esempio.com. Ogni etichetta può contenere da 1 a 63 ottetti. L'etichetta vuota è riservata al nodo radice e, se completamente qualificata, viene espressa come etichetta vuota terminata da un punto. Il nome di dominio completo non può superare una lunghezza totale di 253 caratteri ASCII nella sua rappresentazione testuale[8]. Pertanto, quando si utilizza un singolo carattere per etichetta, il limite è di 127 livelli: 127 caratteri più 126 punti hanno una lunghezza totale di 253. In pratica, alcuni registri di dominio possono avere limiti più brevi.
- Un nome host è un nome di dominio a cui è associato almeno un indirizzo IP. Ad esempio, anche i nomi di dominio www.esempio.com e esempio.com sono nomi host, mentre il dominio com non lo è. Tuttavia, altri domini di primo livello, in particolare i domini di primo livello con codice paese, possono effettivamente avere un indirizzo IP e, in tal caso, sono anche nomi host.
- I nomi host impongono restrizioni sui caratteri consentiti nel nome di dominio corrispondente. Un nome host valido è anche un nome di dominio valido, ma un nome di dominio valido potrebbe non essere necessariamente valido come nome host.

### Domini di primo livello
I domini di primo livello (TLD) come com, net e org sono il livello più alto di nomi di dominio di Internet. I domini di primo livello formano la zona radice DNS del Domain Name System gerarchico. Ogni nome di dominio termina con un'etichetta di dominio di primo livello.
Quando il Domain Name System è stato ideato negli anni '80, lo spazio dei nomi di dominio era diviso in due gruppi principali di domini. I domini di primo livello del codice paese (ccTLD) si basavano principalmente sui codici territorio a due caratteri delle abbreviazioni dei paesi ISO-3166. Inoltre, è stato implementato un gruppo di sette domini generici di primo livello (gTLD) che rappresentava un insieme di categorie di nomi e multi-organizzazioni. Questi erano i domini gov, edu, com, mil, org, net e int.
Durante la crescita di Internet, è diventato desiderabile creare ulteriori domini generici di primo livello. A partire da ottobre 2009, esistevano 21 domini di primo livello generici e 250 domini di primo livello con codice paese a due lettere. Inoltre, il dominio ARPA serve a scopi tecnici nell'infrastruttura del Domain Name System.
Durante la 32ª riunione pubblica internazionale ICANN tenutasi a Parigi nel 2008, ICANN ha avviato un nuovo processo di politica di denominazione dei TLD per fare "un significativo passo avanti nell'introduzione di nuovi domini generici di primo livello". Questo programma prevede la disponibilità di molti domini nuovi o già proposti, nonché un nuovo processo di applicazione e implementazione. Gli osservatori ritengono che le nuove regole potrebbero portare alla registrazione di centinaia di nuovi domini di primo livello. Nel 2012 il programma è stato avviato e ha ricevuto 1930 domande. Entro il 2016 è stato raggiunto il traguardo di 1000 gTLD in tempo reale.
L'Internet Assigned Numbers Authority (IANA) mantiene un elenco annotato di domini di primo livello nel database della zona radice DNS.
Per scopi speciali, come test di rete, documentazione e altre applicazioni, IANA riserva anche una serie di nomi di dominio per usi speciali. Questo elenco contiene nomi di dominio come example, local, localhost e test. Altri nomi di dominio di primo livello contenenti marchi sono registrati per uso aziendale. I casi includono marchi come BMW, Google e Canon.

### Domini di secondo livello e di livello inferiore
Sotto i domini di primo livello nella gerarchia dei nomi di dominio ci sono i nomi di dominio di secondo livello (SLD). Questi sono i nomi direttamente a sinistra di .com, .net e gli altri domini di primo livello. Ad esempio, nel dominio esempio.co.uk, co è il dominio di secondo livello.
Successivamente ci sono i domini di terzo livello, che vengono scritti immediatamente a sinistra di un dominio di secondo livello. Possono esserci domini di quarto e quinto livello e così via, praticamente senza limitazioni. Un esempio di un nome di dominio operativo con quattro livelli di etichette di dominio è sos.state.oh.us. Ogni etichetta è separato da un fermo (puntino). Si dice che "sos" sia un sottodominio di "state.oh.us" e"state" un sottodominio di "oh.us", ecc. In generale, i sottodomini sono domini subordinati al loro dominio padre. Un esempio di livelli molto profondi di ordinamento dei sottodomini sono le zone DNS a risoluzione inversa IPv6, ad esempio, 1.0.0.0.0.0.0.0.0.0.0.0.0.0.0.0.0.0.0.0.0.0.0.0.0.0.0.0.0.0.0.ip6.arpa, che è il nome di dominio della risoluzione DNS inversa per l'IP indirizzo di un'interfaccia di loopback o il nome dell'host locale.
I nomi di dominio di secondo livello (o di livello inferiore, a seconda della gerarchia principale stabilita) vengono spesso creati in base al nome di un'azienda (ad es. Bbc.co.uk), prodotto o servizio (ad es. Hotmail.com). Al di sotto di questi livelli, il successivo componente del nome di dominio è stato utilizzato per designare un particolare server host. Pertanto, ftp.esempio.com potrebbe essere un server FTP, www.esempio.com sarebbe un server World Wide Web e mail.esempio.com potrebbe essere un server di posta elettronica, ciascuno destinato a eseguire solo la funzione implicita. La tecnologia moderna consente più server fisici con indirizzi diversi (cfr. Bilanciamento del carico) o addirittura identici (cfr. Anycast) per servire un singolo nome host o nome di dominio, o più nomi di dominio che devono essere serviti da un singolo computer. Quest'ultimo è molto popolare nei centri di servizi di hosting Web, dove i fornitori di servizi ospitano i siti Web di molte organizzazioni su pochi server.
I gerarchici etichette DNS o componenti di nomi di dominio sono separati in un nome completo dal punto fermo (dot,.).

### Nomi di dominio internazionalizzati
Articolo principale: nome di dominio internazionalizzato
Il set di caratteri consentito nel Domain Name System è basato su ASCII e non consente la rappresentazione di nomi e parole di molte lingue nei loro script o alfabeti nativi. ICANN ha approvato il sistema IDNA (Internationalized Domain Name), che mappa le stringhe Unicode utilizzate nelle interfacce utente dell'applicazione nel set di caratteri DNS valido da una codifica chiamata Punycode. Ad esempio, københavn.eu è mappato su xn--kbenhavn-54a.eu. Molti registri hanno adottato IDNA.

## Registrazione del nome di dominio

### Storia
Il primo nome di dominio Internet commerciale, nel TLD com, è stato registrato il 15 marzo 1985 nel nome symbolics.com da Symbolics Inc., una società di sistemi informatici a Cambridge, Massachusetts.
Nel 1992 erano stati registrati meno di 15.000 domini com.
Nel primo trimestre del 2015 erano stati registrati 294 milioni di nomi di dominio. Gran parte di questi è nel dominio di primo livello com, che al 21 dicembre 2014 aveva 115,6 milioni di nomi di dominio, inclusi 11,9 milioni di siti di business online e di e-commerce, 4,3 milioni di siti di intrattenimento, 3,1 milioni di finanziamenti siti correlati e 1,8 milioni di siti sportivi. A luglio 2012 il dominio di primo livello com aveva più registrazioni di tutti i ccTLD messi insieme.

### Amministrazione
Il diritto di utilizzare un nome di dominio è delegato dai registrar dei nomi di dominio, che sono accreditati da Internet Corporation for Assigned Names and Numbers (ICANN), l'organizzazione incaricata di sovrintendere ai sistemi di nomi e numeri di Internet. Oltre a ICANN, ogni dominio di primo livello (TLD) è gestito e servito tecnicamente da un'organizzazione amministrativa che gestisce un registro. Un registro è responsabile del mantenimento del database dei nomi registrati all'interno del TLD che amministra. Il registro riceve le informazioni di registrazione da ciascun registrar di nomi di dominio autorizzato ad assegnare nomi nel TLD corrispondente e pubblica le informazioni utilizzando un servizio speciale, il protocollo WHOIS.
I registri e i registrar di solito addebitano una tariffa annuale per il servizio di delega di un nome di dominio a un utente e per la fornitura di un set predefinito di server dei nomi. Spesso, questa transazione viene definita vendita o locazione del nome di dominio e il registrante può talvolta essere definito un "proprietario", ma nessun rapporto legale di questo tipo è effettivamente associato alla transazione, solo il diritto esclusivo di utilizzare il nome di dominio. Più correttamente, gli utenti autorizzati sono conosciuti come "registrant" o come "possessori di dominio".
ICANN pubblica l'elenco completo dei registri TLD e dei registrar di nomi di dominio. Le informazioni sul registrante associate ai nomi a dominio sono conservate in un database online accessibile con il protocollo WHOIS. Per la maggior parte dei 250 domini di primo livello con codice paese (ccTLD), i registri di dominio mantengono le informazioni WHOIS (registrante, server dei nomi, date di scadenza, ecc.).
Alcuni registri di nomi di dominio, spesso chiamati Network Information Center (NIC), funzionano anche come registrar per gli utenti finali. I principali registri di domini generici di primo livello, come i domini com, net, org, info e altri, utilizzano un modello di registro-registrar costituito da centinaia di registrar di nomi di dominio (vedere gli elenchi su ICANN o VeriSign). In questo metodo di gestione, il registro gestisce solo il database dei nomi di dominio e il rapporto con i registrar. I registrant (utenti di un nome di dominio) sono clienti del registrar, in alcuni casi attraverso livelli aggiuntivi di rivenditori.
Ci sono anche alcuni altri provider di root DNS alternativi che cercano di competere o completare il ruolo di ICANN nell'amministrazione dei nomi di dominio, tuttavia, la maggior parte di loro non è riuscita a ricevere un ampio riconoscimento, e quindi i nomi di dominio offerti da tali root alternativi non possono essere utilizzati universalmente sulla maggior parte macchine che si collegano a Internet senza ulteriori configurazioni dedicate.

### Requisiti tecnici e processo
Nel processo di registrazione di un nome di dominio e di mantenimento dell'autorità sul nuovo spazio dei nomi creato, i registrar utilizzano diverse informazioni chiave relative a un dominio:
- Contatto amministrativo. Un registrante di solito designa un contatto amministrativo per gestire il nome di dominio. Il contatto amministrativo di solito ha il massimo livello di controllo su un dominio. Le funzioni di gestione delegate ai contatti amministrativi possono includere la gestione di tutte le informazioni commerciali, come il nome del record, l'indirizzo postale e le informazioni di contatto del registrante ufficiale del dominio e l'obbligo di conformarsi ai requisiti del registro del dominio per conservare il diritto di utilizzare un nome di dominio. Inoltre, il contatto amministrativo installa ulteriori informazioni di contatto per le funzioni tecniche e di fatturazione.
- Contatto tecnico. Il contatto tecnico gestisce i server dei nomi di un nome di dominio. Le funzioni di un contatto tecnico includono la garanzia della conformità delle configurazioni del nome di dominio con i requisiti del registro di dominio, il mantenimento dei record delle zone di dominio e la fornitura di funzionalità continue dei server dei nomi (che porta all'accessibilità del nome di dominio).
- Contatto per la fatturazione. La parte responsabile della ricezione delle fatture di fatturazione dal registrar del nome di dominio e del pagamento delle tariffe applicabili.
- Server dei nomi. La maggior parte dei registrar fornisce due o più server dei nomi come parte del servizio di registrazione. Tuttavia, un registrante può specificare i propri server dei nomi autorevoli per ospitare i record di risorse di un dominio. Le politiche del registrar regolano il numero di server e il tipo di informazioni sul server richieste. Alcuni provider richiedono un nome host e il corrispondente indirizzo IP o solo il nome host, che deve essere risolvibile nel nuovo dominio o esistere altrove. In base ai requisiti tradizionali (RFC 1034[23]), in genere è richiesto un minimo di due server.

Un nome di dominio è costituito da una o più etichette, ciascuna delle quali è formata dall'insieme di lettere ASCII, cifre e trattini (az, AZ, 0–9, -), ma non inizia o termina con un trattino. Le etichette non fanno distinzione tra maiuscole e minuscole; ad esempio,"etichetta" è equivalente a "Etichetta" o "ETICHETTA". Nella rappresentazione testuale di un nome di dominio, le etichette sono separate da un punto (punto).

### Modelli di business
I nomi di dominio sono spesso visti in analogia con il settore immobiliare in quanto i nomi di dominio sono le basi su cui è possibile costruire un sito Web e i nomi di dominio di altissima qualità, come gli immobili ricercati, tendono ad avere un valore significativo, di solito a causa del loro marchio online -costruzione del potenziale, utilizzo nella pubblicità, ottimizzazione dei motori di ricerca e molti altri criteri.
Alcune aziende hanno offerto la registrazione del dominio a basso costo, sottocosto o addirittura gratuita con una varietà di modelli adottati per recuperare i costi per il provider. Questi di solito richiedono che i domini siano ospitati sul loro sito web all'interno di un framework o portale che includa pubblicità avvolta attorno al contenuto del titolare del dominio, entrate da cui il provider può recuperare i costi. Le registrazioni dei domini erano gratuite quando il DNS era nuovo. Un titolare di dominio può fornire un numero infinito di sottodomini nel proprio dominio. Ad esempio, il proprietario di esempio.org potrebbe fornire sottodomini come foo.esempio.org e foo.bar.esempio.org alle parti interessate.
Molti nomi di dominio desiderabili sono già stati assegnati e gli utenti devono cercare altri nomi accettabili, utilizzando le funzionalità di ricerca basate sul Web o WHOIS e gli strumenti del sistema operativo scavato. Molti registrar hanno implementato strumenti di suggerimento dei nomi di dominio che ricercano nei database dei nomi di dominio e suggeriscono i nomi di dominio alternativi disponibili relativi alle parole chiave fornite dall'utente.

## Rivendita di nomi a dominio
L'attività di rivendita di nomi di dominio registrati è nota come "domain aftermarket". Vari fattori influenzano il valore percepito o il valore di mercato di un nome di dominio. La maggior parte delle vendite di domini di alto livello vengono effettuate privatamente.

## Confusione del nome di dominio
L'intercapping viene spesso utilizzato per enfatizzare il significato di un nome di dominio, poiché i nomi DNS non fanno distinzione tra maiuscole e minuscole. Alcuni nomi possono essere interpretati erroneamente in determinati usi delle maiuscole. Ad esempio: Who Represents, un database di artisti e agenti, ha scelto whorepresents.com, che può essere interpretato male. In tali situazioni, il significato corretto può essere chiarito inserendo trattini durante la registrazione di un nome di dominio. Ad esempio, Experts Exchange, un sito di discussione dei programmatori, ha utilizzato expertsexchange.com, ma ha cambiato il suo nome di dominio in expert-exchange.com.

## Utilizzare nell'hosting di siti Web
Il nome di dominio è un componente di un URL (Uniform Resource Locator) utilizzato per accedere ai siti web, ad esempio:
- URL: http://www.esempio.net/index.html
- Dominio di primo livello: net
- Dominio di secondo livello: esempio
- Nome host: www

Un nome di dominio può puntare a più indirizzi IP per fornire la ridondanza del server per i servizi offerti, una funzionalità utilizzata per gestire il traffico di siti web di grandi dimensioni e popolari.
I servizi di web hosting, d'altra parte, eseguono server a cui in genere vengono assegnati solo uno o pochi indirizzi mentre servono siti web per molti domini, una tecnica denominata web hosting virtuale. Tale sovraccarico dell'indirizzo IP richiede che ogni richiesta identifichi il nome di dominio a cui si fa riferimento, ad esempio utilizzando il campo dell'intestazione della richiesta HTTP Host: o Indicazione del nome del server.

## Abuso e regolamentazione
I critici spesso denunciano l'abuso del potere amministrativo sui nomi di dominio. Particolarmente degno di nota è stato il sistema VeriSign Site Finder che reindirizzava tutti i domini.com e.net non registrati a una pagina web di VeriSign. Ad esempio, in una riunione pubblica con VeriSign per trasmettere preoccupazioni tecniche su SiteFinder, numerose persone, attive nell'IETFe altri organi tecnici, hanno spiegato come sono rimasti sorpresi dal fatto che VeriSign abbia modificato il comportamento fondamentale di un importante componente dell'infrastruttura Internet, non avendo ottenuto il consueto consenso. SiteFinder, in un primo momento, presumeva che ogni query Internet fosse per un sito Web e monetizzava le query per nomi di dominio errati, portando l'utente al sito di ricerca di VeriSign. Sfortunatamente, altre applicazioni, come molte implementazioni di posta elettronica, considerano la mancanza di risposta a una query sul nome di dominio come un'indicazione che il dominio non esiste e che il messaggio può essere considerato non recapitabile. L'implementazione originale di VeriSign ha infranto questo presupposto per la posta, perché avrebbe sempre risolto un nome di dominio errato con quello di SiteFinder. Sebbene in seguito VeriSign abbia modificato il comportamento di SiteFinder per quanto riguarda la posta elettronica,
Nonostante le critiche diffuse, VeriSign lo ha rimosso solo con riluttanza dopo che Internet Corporation for Assigned Names and Numbers (ICANN) ha minacciato di revocare il suo contratto per l'amministrazione dei server dei nomi di root. ICANN ha pubblicato l'ampia serie di lettere scambiate, rapporti di commissione e decisioni ICANN.
C'è anche una significativa inquietudine riguardo all'influenza politica degli Stati Uniti sull'ICANN. Questo è stato un problema significativo nel tentativo di creare un dominio di primo livello.xxx e ha suscitato un maggiore interesse per le radici DNS alternative che sarebbero al di fuori del controllo di ogni singolo paese.
Inoltre, ci sono numerose accuse di front running dei nomi di dominio, per cui i registrar, quando ricevono query whois, registrano automaticamente il nome di dominio per se stessi. Network Solutions è stato accusato di questo.

### La verità nella legge sui nomi di dominio
Negli Stati Uniti, il Truth in Domain Names Act del 2003, in combinazione con il PROTECT Act del 2003, proibisce l'uso di un nome di dominio fuorviante con l'intenzione di attirare gli utenti di Internet a visitare siti di pornografia su Internet.
Il Truth in Domain Names Act segue il più generale Anticybersquatting Consumer Protection Act approvato nel 1999 volto a prevenire il typosquatting e l'uso ingannevole di nomi e marchi nei nomi di dominio.

### Sequestri

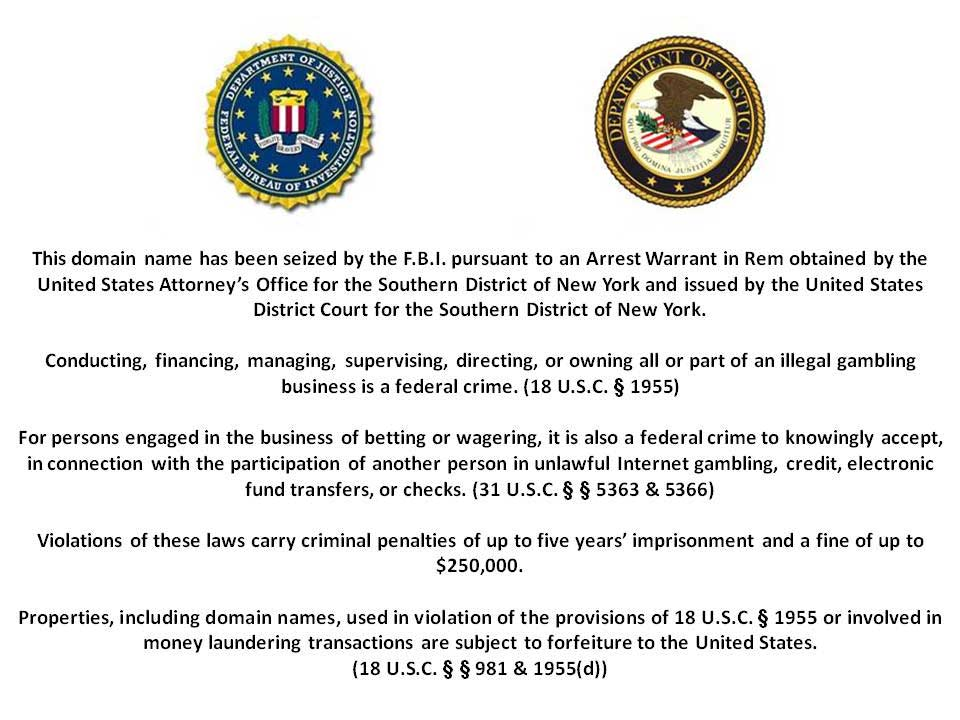
Avviso di sequestro

All'inizio del XXI secolo, il Dipartimento di Giustizia degli Stati Uniti (DOJ) ha perseguito il sequestro dei nomi di dominio, sulla base della teoria legale che i nomi di dominio costituiscono proprietà utilizzata per svolgere attività criminali e quindi sono soggetti a confisca. Ad esempio, nel sequestro del nome di dominio di un sito web di gioco d'azzardo, il DOJ ha fatto riferimento a 18 USC § 981 e 18 USC § 1955. Nel 2013 il governo degli Stati Uniti ha sequestrato Liberty Reserve, citando 18 USC § 982.
Il Congresso degli Stati Uniti ha approvato il Combating Online Infringement and Counterfeits Act nel 2010. Il vice presidente della Consumer Electronics Association Michael Petricone era preoccupato che il sequestro fosse uno strumento schietto che potrebbe danneggiare le aziende legittime. Dopo un'operazione congiunta il 15 febbraio 2011, il DOJ e il Department of Homeland Security hanno affermato di aver sequestrato dieci domini di siti Web coinvolti nella pubblicità e nella distribuzione di pornografia infantile, ma hanno anche erroneamente sequestrato il nome di dominio di un grande Provider DNS, che sostituisce temporaneamente 84.000 siti web con avvisi di sequestro.
Nel Regno Unito, la Police Intellectual Property Crime Unit ha tentato di sequestrare nomi di dominio dai registrar senza ingiunzioni del tribunale.

### Sospensioni
PIPCU e altre organizzazioni delle forze dell'ordine britanniche inviano richieste di sospensione del dominio a Nominet che elaborano sulla base della violazione dei termini e delle condizioni. Ogni anno vengono sospesi circa 16.000 domini e circa l'80% delle richieste proviene da PIPCU.

### Diritti di proprietà
A causa del valore economico che rappresenta, la Corte europea dei diritti dell'uomo ha stabilito che il diritto esclusivo a un nome di dominio è protetto come proprietà ai sensi dell'articolo 1 del Protocollo 1 alla Convenzione europea dei diritti dell'uomo.

## Varianti IDN
ICANN Business Constituency (BC) ha trascorso decenni cercando di far funzionare le varianti IDN al secondo livello e negli ultimi anni al livello più alto. Le varianti del nome di dominio sono nomi di dominio riconosciuti in diverse codifiche di caratteri, come un singolo dominio presentato in cinese tradizionale e cinese semplificato. È un problema di internazionalizzazione e localizzazione. In Varianti del nome di dominio, le diverse codifiche del nome di dominio (in cinese semplificato e tradizionale) verranno risolte nello stesso host.
Secondo John Levine, un esperto di argomenti relativi a Internet,"Sfortunatamente, le varianti non funzionano. Il problema non è metterle nel DNS, è che una volta che sono nel DNS, non funzionano da nessun'altra parte."

## Nome di dominio fittizio
Un nome di dominio fittizio è un nome di dominio utilizzato in un'opera di narrativa o cultura popolare per fare riferimento a un dominio che in realtà non esiste, spesso con domini di primo livello non validi o non ufficiali come ".web", un uso esattamente analogo al prefisso del numero di telefono fittizio 555 utilizzato nei film e in altri media. Il nome di dominio fittizio canonico è "example.com", specificamente accantonato da IANA nella RFC 2606 per tale uso, insieme al TLD.example.
I nomi di dominio utilizzati nelle opere di fantasia sono stati spesso registrati nel DNS, dai loro creatori o dai cybersquatter che cercavano di trarne profitto. Questo fenomeno ha spinto la NBC ad acquistare il nome di dominio Hornymanatee.com dopo che il conduttore di talk-show Conan O'Brien ha pronunciato il nome mentre faceva pubblicità al suo show. O'Brien ha successivamente creato un sito Web basato sul concetto e lo ha utilizzato come gag in esecuzione nello show.